# 大衛·凱恩
大衛·E·凱恩（英語：David E. Cane）是一名美国生物化學家，哈佛大学化學博士(1971)，現任美國布朗大學化學系及生化系教授。他以他在天然物生合成領域的研究著稱。他於2003獲選美國科學促進會院士。